# Citronsjöpung
Citronsjöpung (Molgula citrina) är en sjöpungsart som beskrevs av Joshua Alder och Hancock 1848. Citronsjöpung ingår i släktet Molgula och familjen kulsjöpungar. Arten är reproducerande i Sverige. Inga underarter finns listade i Catalogue of Life.